# Anne Casimir Pyrame de Candolle
Anne Casimir Pyrame de Candolle (født 20. februar 1836 i Genève, død 3. oktober 1918 i Chêne-Bougeries) var en schweizisk botaniker og søn af Alphonse Pyrame de Candolle.
Han studerede kemi, fysik og matematik i Paris (1853-1857), senere tilbringer han noget tid i England, hvor han mødtes med Miles Berkeley. I 1859 besøgte han Algeriet, og i de følgende år, fortsatte han sin uddannelse i Berlin. Bagefter vendte han tilbage til Genève som assistent og kollega til sin far.
Autornavnet C.DC. kan bruges for Anne Casimir Pyrame de Candolle sammen med et videnskabeligt artsnavn inden for botanikken. (Wikipedia-artikler der bruger autornavnet)